# Демидівська селищна рада
Деми́дівська се́лищна ра́да — орган місцевого самоврядування в Дубенському районі Рівненської області. Адміністративний центр — селище міського типу Демидівка.

## Загальні відомості
- Демидівська селищна рада утворена в 1944 році.
- Територія ради: 34,29 км²
- Населення ради: 4085 осіб (станом на 2015 рік)[1]
- Територією ради протікає річка Жабичі, Стир.

## Населені пункти
Селищній раді підпорядковані населені пункти:
- смт Демидівка
- с. Дубляни
- с. Лішня

## Склад ради
Рада складається з 26 депутатів та селищного голови.
- Голова ради: Радченко Сергій Іванович

### Керівний склад попередніх скликань
| ПІБ                         | Основні відомості                                                      | Дата обрання | Дата звільнення |
| --------------------------- | ---------------------------------------------------------------------- | ------------ | --------------- |
| Яремчук Михайло Олексійович | Селищний голова, 1959 року народження, освіта вища                     | 26.03.2006   | 31.10.2010      |
| Яремчук Михайло Олексійович | Селищний голова, 1959 року народження, освіта вища, безпартійний       | 31.10.2010   | 10.11.2017      |
| Іщук Віктор Миколайович     | Заступник головного лікаря КЗ "Демидівська центральна районна лікарня" | 10.11.2017   | 01.12.2020      |
| Радченко Сергій Іванович    | Селищний голова, освіта вища                                           | 01.12.2020   |                 |

Примітка: таблиця складена за даними сайту Верховної Ради України

### Депутати
За результатами перших виборів 2017 року обрано 26 депутатів.
За результатами місцевих виборів 2010 року депутатами селищної ради стали:

#### За суб'єктами висування
| Суб'єкт висування                                       | Кількість обраних депутатів | %    |
| ------------------------------------------------------- | --------------------------- | ---- |
| Політична партія Всеукраїнське об'єднання «Батьківщина» | 5                           | 22,7 |
| Українська Народна Партія                               | 5                           | 22,7 |
| Українська соціал-демократична партія                   | 5                           | 22,7 |
| Народна партія                                          | 3                           | 13,6 |
| Соціалістична партія України                            | 2                           | 9,1  |
| Партія регіонів                                         | 1                           | 4,5  |
| Самовисування                                           | 1                           | 4,5  |

#### За округами
| № округу                                                | Прізвище, ім'я, по батькові    | Дата визнання обраним | Освіта         | Партійна приналежність                        | Відомості про обраного депутата                                                      |
| ------------------------------------------------------- | ------------------------------ | --------------------- | -------------- | --------------------------------------------- | ------------------------------------------------------------------------------------ |
| Народна Партія                                          |                                |                       |                |                                               |                                                                                      |
| 13                                                      | Мулько Ігор Васильович         | 04.11.2010            | Освіта вища    | член Народної партії                          | Вовковиївське лісництво, помічник лісничого                                          |
| 15                                                      | Легкий Віталій Іванович        | 04.11.2010            | Освіта вища    | член Народної партії                          | Демидівська селищна рада, землевпорядник                                             |
| 16                                                      | Шморгун Раїса Бенедиктівна     | 04.11.2010            | Освіта вища    | член Народної партії                          | Демидівський територіальний центр, директор                                          |
| Партія регіонів                                         |                                |                       |                |                                               |                                                                                      |
| 11                                                      | Харчук Юрій Логвинович         | 04.11.2010            | Освіта вища    | член Партії регіонів                          | Демидівська райдержадміністрація, завідувач відділу охорони та мобілізаційної роботи |
| Політична партія Всеукраїнське об'єднання «Батьківщина» |                                |                       |                |                                               |                                                                                      |
| 3                                                       | Шевчук Володимир Миколайович   | 04.11.2010            | Освіта вища    | член Всеукраїнського об'єднання «Батьківщина» | пенсіонер                                                                            |
| 18                                                      | Іщук Наталія Григорівна        | 04.11.2010            | Освіта вища    | позапартійна                                  | Демидівська селищна рада, секретар                                                   |
| 19                                                      | Березюк Леонід Леонідович      | 04.11.2010            | Освіта вища    | член Всеукраїнського об'єднання «Батьківщина» | ЗАТ «Ей-і-Ес» Рівнеенерго, електромонтажник                                          |
| 20                                                      | Яконюк Олександр Володимирович | 04.11.2010            | Освіта середня | член Всеукраїнського об'єднання «Батьківщина» | Санаторій «Хрінники», різноробочий                                                   |
| 21                                                      | Олексюк Лариса Степанівна      | 04.11.2010            | Освіта вища    | член Всеукраїнського об'єднання «Батьківщина» | Демидівська «школа-ліцей», вчитель                                                   |
| Соціалістична партія України                            |                                |                       |                |                                               |                                                                                      |
| 14                                                      | Погранична Марія Миколаївна    | 04.11.2010            | Освіта вища    | член Соціалістичної партії України            | Демидівська селищна рада, головний бухгалтер                                         |
| 22                                                      | Мельничук Олег Миколайович     | 04.11.2010            | Освіта вища    | член Соціалістичної партії України            | фермерське господарство с. Ільпибоки, в.о. голови                                    |
| Українська Народна Партія                               |                                |                       |                |                                               |                                                                                      |
| 6                                                       | Рослюк Володимир Вікторович    | 04.11.2010            | Освіта вища    | позапартійний                                 | смт Млинів ВДФССНВ, страховий експерт                                                |
| 7                                                       | Максимюк Василь Трохимович     | 04.11.2010            | Освіта вища    | позапартійний                                 | Демидівське ВПУ −25, викладач                                                        |
| 8                                                       | Березюк Іван Никанорович       | 04.11.2010            | Освіта середня | позапартійний                                 | фермер                                                                               |
| 12                                                      | Галик Андрій Іванович          | 04.11.2010            | Освіта середня | позапартійний                                 | КП ДЮСШ «Юність», вчитель                                                            |
| 17                                                      | Бакалейко Андрій Йосипович     | 04.11.2010            | Освіта вища    | позапартійний                                 | ТзОВ «Агрореммаш», директор                                                          |
| Українська соціал-демократична партія                   |                                |                       |                |                                               |                                                                                      |
| 1                                                       | Дунас Сергій Миколайович       | 04.11.2010            | Освіта вища    | член Української соціал-демократичної партії  | приватний підприємець                                                                |
| 2                                                       | Нарусевич Галина Михайлівна    | 04.11.2010            | Освіта середня | позапартійна                                  | Демидівське ВУЖКГ, контролер                                                         |
| 4                                                       | Варшик Анатолій Миколайович    | 04.11.2010            | Освіта вища    | позапартійний                                 | приватний підприємець                                                                |
| 9                                                       | Фігловська Олена Вікторівна    | 04.11.2010            | Освіта вища    | позапартійна                                  | Демидівське ВПУ −25, викладач                                                        |
| 10                                                      | Савич Ольга Іванівна           | 04.11.2010            | Освіта вища    | позапартійна                                  | Демидівська «школа-ліцей», вчитель                                                   |
| Самовисування                                           |                                |                       |                |                                               |                                                                                      |
| 5                                                       | Цимбалюк Сергій Борисович      | 04.11.2010            | Освіта вища    | позапартійний                                 | приватний підприємець                                                                |